# Allianz Field
Allianz Field là một sân vận động dành riêng cho bóng đá ở Saint Paul, Minnesota. Đây là sân nhà của Minnesota United FC thuộc Major League Soccer (MLS). Sân vận động có sức chứa 19.400 chỗ ngồi và được thiết kế bởi Populous. Sân được khánh thành vào ngày 13 tháng 4 năm 2019, trong mùa giải MLS thứ ba của Minnesota United. Sân nằm gần Xa lộ Liên tiểu bang 94 và Đại lộ Snelling, có các chuyến tàu trung chuyển do Tuyến Green cung cấp.
Vào ngày 23 tháng 10 năm 2015, chủ sở hữu Minnesota United cho biết đội bóng sẽ xây dựng một sân vận động trên khu vực nhà để xe buýt cũ rộng 35 mẫu Anh (14 ha) ở St. Paul. Sân vận động này có sức chứa khoảng 19.400 chỗ ngồi, được hoàn thành vào đầu năm 2019. Sân được xây dựng với chi phí 200 triệu đô la, do tư nhân tài trợ.
Vào ngày 25 tháng 11 năm 2015, Minnesota United FC đã thuê Populous, một công ty có trụ sở tại Thành phố Kansas để thiết kế sân vận động. Vào ngày 9 tháng 12 năm 2015, đội đã thuê Mortensen Construction để cùng với Populous xây dựng sân vận động. Mortensen đã xây dựng Sân vận động U.S. Bank từ năm 2014–2016 cho Minnesota Vikings, và cùng với Populous xây dựng ba cơ sở thể thao khác của Thành phố Đôi, bao gồm Target Field, Sân vận động TCF Bank và Trung tâm Xcel Energy. Công việc xây dựng sân được hoàn thành vào tháng 2 năm 2019. Sân vận động được khánh thành hai tháng sau đó, vào ngày 13 tháng 4 năm 2019, với trận đấu giữa Minnesota United FC và New York City FC.